# Première génération des écrivains d'après-guerre
La première génération des écrivains d'après-guerre (第一次戦後派作家, Daiichiji sengoha sakka) désigne les écrivains japonais qui se font connaître en 1946 et 1947 et qui prennent pour thème de leurs ouvrages leurs expériences et conditions de vie durant la Seconde Guerre mondiale.

## Écrivains de la première génération
- Shōhei Ōoka
- Hiroshi Noma
- Rinzō Shiina
- Haruo Umezaki
- Taijun Takeda
- Shin'ichirō Nakamura
- Yutaka Haniya